# Nils Bohlin
Pour les articles homonymes, voir Bohlin.
Nils Ivar Bohlin, né le 17 juin 1920 à Härnösand et mort le 26 septembre 2002 à Ramfall, est un inventeur suédois. Il est le père de la ceinture de sécurité à trois points d'ancrage.

## Biographie
Diplômé de mécanique du Härnösand Läroverk en 1939, il est engagé en 1942 par le constructeur aéronautique Saab.
Nils Bohlin a d'abord été employé par le département aéronautique de Saab, où il a travaillé sur les sièges éjectables. En 1958, Nils Bohlin est recruté par Volvo pour travailler sur la sécurité, ce qui l'amène à perfectionner la ceinture de sécurité à trois points d'ancrage inventée en 1951 et brevetée par les Américains Roger W. Griswold et Hugh DeHaven.
Le 29 août 1958, Bohlin a déposé une demande de brevet pour sa variante (Safety belt for vehicles, brevet n° SE 227568, délivré le 16 octobre 1969), qui a été brevetée en Allemagne en 1961 (Sicherheitsgurt fûr Fahrzeuge, brevet n° DE 1101987, délivré le 10 juillet) et aux États-Unis en 1962 (Safety belt, brevet n° US 3043625A, délivré le 10 juillet).
À partir de 1959, la ceinture à trois points d'ancrage a été installée de série sur les modèles de voitures particulières Volvo Amazon et Volvo PV444. La première voiture de tourisme Volvo vendue avec la ceinture à trois points d'ancrage de série était une Volvo PV 544, livrée le 13 août 1959 au concessionnaire Volvo de Kristianstad. Depuis l'introduction et la normalisation de la version de Nils Bohlin de la ceinture à trois points d'ancrage dans les voitures de tourisme Volvo en 1959, la ceinture à trois points d'ancrage est devenue la norme sur toutes les voitures de tourisme fabriquées aujourd'hui.
Il quitte Volvo en 1985 en prenant sa retraite.
Nils Bohlin a reçu la médaille d'or de l'Académie royale suédoise des sciences de l'ingénieur en 1995 « pour son développement de la ceinture de sécurité à trois points d'ancrage pour les voitures ».
Chez Saab, Nils Bohlin a travaillé avec Martin Andersson, qui était l'un des principaux responsables des travaux sur les sièges éjectables.